# Aragón (Fluss)

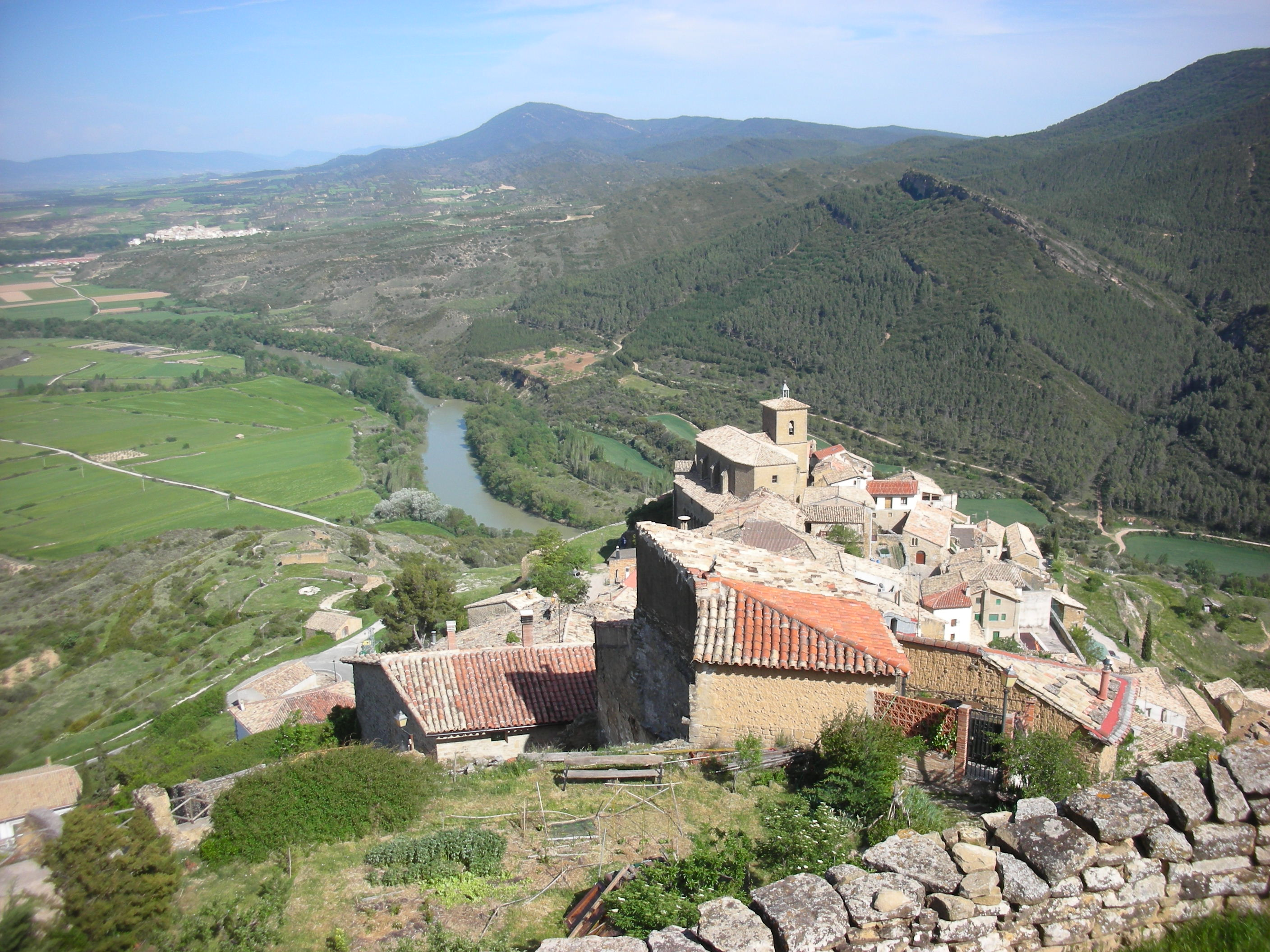
Gallipienzo über dem Tal des Río Aragón

Der Río Aragón ist ein ca. 195 km langer nördlicher Nebenfluss des Ebro in der Provinz Huesca in der Autonomen Region Aragonien im Nordosten Spaniens. Über weite Strecken folgt der über den Somport-Pass führende Abschnitt des Jakobswegs seinem Verlauf. Sein Oberlauf sollte nicht mit dem Río Aragón Subordán verwechselt werden, der durch das benachbarte Valle de Hecho fließt und beim Ort Puente la Reina de Jaca in den Río Aragón einmündet.

## Verlauf
Der Río Aragón entspringt in den zentralen Pyrenäen in einer Höhe von ungefähr 2.050 m im Valle de Astún nahe der Grenze zu Frankreich. Er verlässt das Hochgebirge in südlicher Richtung, wendet sich bei der Stadt Jaca nach Westen und erreicht dann den Norden der Provinz Saragossa, wo er von der Yesa-Talsperre aufgestaut wird. Unterhalb des Stausees durchfließt der Río Aragón in vorwiegend südwestlicher Richtung die Region Navarra, wo er bei Milagro in den Ebro mündet.

## Wichtige Nebenflüsse
- Río Lubierre, Río Estarrún, Río Aragón Subordán, Río Veral, Río Esca, Río Regal, Rio Irati, Río Onsella, Río Zidacos, Rio Arga

## Stauseen
- Yesa-Talsperre

## Orte am Fluss
Provinz Huesca
- Astún, Candanchú, Canfranc, Villanúa, Castiello de Jaca, Jaca, Puente la Reina de Jaca,

Provinz Saragossa
- Tiermas

Region Navarra
- Yesa, Sangüesa, Cáseda, Gallipienzo, Carcastillo, Murillo el Fruto, Santacara, Mélida, Caparroso, Marcilla, Milagro

## Geschichte
Der Fluss gab dem historischen Königreich Aragón seinen Namen, nach dem wiederum die heutige gleichnamige autonome Gemeinschaft benannt ist. Das alte Königreich Aragón war lange Zeit mit dem aufstrebenden Königreich Kastilien verfeindet (siehe „Krieg der beiden Peter“); der Konflikt endete erst mit der Eheschließung von Isabella I. von Kastilien und Ferdinand II. von Aragón im Jahr 1469.